# أليساندرو ديلا فالي
أليساندرو ديلا فالي (بالإيطالية: Alessandro Della Valle)‏ هو لاعب كرة قدم سان مارينوي، ولد في 8 يونيو 1982 في سان مارينو. شارك مع منتخب سان مارينو لكرة القدم. أما مع النوادي، فقد لعب مع فولغوري فالتشانو.

## وصلات خارجية
- أليساندرو ديلا فالي على موقع الاتحاد الأوربي (الإنجليزية)
- أليساندرو ديلا فالي على موقع قاعدة بيانات كرة القدم.إي يو (الإنجليزية)
- أليساندرو ديلا فالي على موقع ناشيونال فوتبول تيمز (الإنجليزية)
- أليساندرو ديلا فالي على موقع Soccerway.com (الإنجليزية)